# Первое Спортивное радио
«Первое Спортивное радио» — российская спортивная радиостанция, входящая в состав радиохолдинга «Krutoy Media» Михаила Гуцериева. Большую часть эфира занимают разнообразные форматы спортивного контента. Концепция радиостанции также предусматривает ротацию современной популярной музыки, 2/3 песен звучащих в эфире составляют композиции на стихи Михаила Гуцериева.

## История
«Первое Спортивное радио» — четвёртая попытка создания спортивной радиостанции в России. До этого, с 9 июля 1998 года до 26 ноября 1999 года на частоте 103,4 FM вещало «Радио Спорт», а с 24 февраля 2000 года по 3 сентября 2001 года и с 24 сентября 2002 года по 24 февраля 2005 года на частоте 90,8 FM — «Спорт FM». Довольно продолжительное время, с 7 июня 2006 года по 15 августа 2018 года на московской частоте 93,2 FM и в большинстве российских городов вещала радиостанция сначала под первым, а затем — под вторым названием, после чего её из-за нерентабельности переформатировали в молодёжную хип-хоп-радиостанцию «Studio 21».
В конце августа 2021 года в СМИ появилась информация о том, что инвесторы выкупили волну радиостанции и планируют возродить «Радио Спорт». Планировалось, что генеральным продюсером возобновлённой радиостанции может стать Александр Кузмак, однако на самом деле, он стал главным редактором. Инвестором радиостанции является Андрей Созин, член комитета по этике Российского футбольного союза, первый вице-президент Федерации кёрлинга России. Радиостанция планировала начать вещание в течение осени 2021 года на московской частоте 94.4 FM, заменив в эфире «Весну FM». Изначально планировалась к запуску под названием «Радио Спорт Москва», название было зарегистрировано 16 сентября в Роскомнадзоре.
27 декабря 2021 года радиостанция вышла в эфир с измененным названием «Первое Спортивное радио».
В октябре 2022 года было принято решение о закрытии радиостанции из-за нерентабельности, поскольку её владельцы не смогли найти необходимых инвесторов для развития.
Несмотря на заявления о закрытии радиостанции, в начале мая 2023 года в телеграм-канале «Первое Спортивное Радио» появился анонс нового утреннего шоу, которое 15 мая вышло в эфир под названием «Физкульт-привет». Ведут его Алексей Золин и Григорий Твалтвадзе.

## Программы

### Передачи
- «Физкульт-привет» утреннее шоу с Алексеем Золиным и Марией Деевой по будням 07:00-10:00[12][13].
- «Спорт-Тайм» вечернее шоу с Антоном Никитиным и Юлией Сапегиной по будням 19:00 - 21:00 [13][14].

## Программы (2021—2022)

### Передачи
- «Баттерфляй-шоу» утреннее шоу с Денисом Панкратовым и Ольгой Созиной
- «Будущее время» программа с Владимиром Злотиным
- «Бьорндален шоу» программа о биатлоне с Юлией Сапегиной
- «Вокруг мира и спорта» спортивное трэвел-шоу с Алексем Золиным и Юлией Сапегиной
- «Вторая Пекинская» программа посвященная Олимпийским играм с Денисом Косиновым
- «Вы приехали» автомобильная программа с Максимом Трусовым
- «Высшая лига» большие интервью Алексея Золина с известными спортсменами
- «Истории спорта» программа о самых интересных и неизвестных сюжетах в истории спорта с Григорием Твалтвадзе
- «Контрольный прокат» программа о фигурном катании с Линой Фёдоровой и Ксенией Курашкиной
- «Красавицы и кубки» развлекательная программа с Ольгой Лобасёвой и Мариной Дымовой
- «Лига 16+» обзор главных событий в российском футболе с Сергеем Курмановым
- «Основное время» программа с Сергеем Курмановым и Юлией Сапегиной
- «Разница по времени» программа с Алексем Пешнином
- «Прошедшее время» программа с Никитой Макрушиным
- «Тригонометрия спорта» авторская программа Дениса Косинова
- «Час главного» авторская программа Александра Кузмака

## Ведущие
- Мария Деева
- Алексей Золин
- Юлия Сапегина
- Антон Никитин
- Владимир Дехтярёв

### Бывшие
- Марина Дымова
- Денис Косинов
- Александр Кузмак
- Ксения Курашкина
- Сергей Курманов
- Ольга Лобасева
- Денис Панкратов
- Ольга Созина
- Максим Трусов
- Лина Фёдорова
- Григорий Твалтвадзе